# 代钦
代钦（1967年4月—），内蒙古自治区兴安盟科右中旗人，蒙古族，中共党员，毕业于内蒙古师范大学政治教育专业。
1989年至1990年，代钦在内蒙古自治区科右中旗巴彦呼硕一中担任教师。1990年，成为内蒙古自治区科右中旗宣传部干部，由此踏入仕途。1991年起，历任内蒙古自治区兴安盟行政公署办公室干部、内蒙古自治区政府办公厅调研三处干部等职。2021年起，代钦担任内蒙古自治区阿拉善盟委书记。并一度兼任额济纳旗委书记。
2023年1月，当选为内蒙古自治区人民政府副主席。同年8月，因在内蒙古阿拉善新井煤业有限公司露天煤矿“2·22”特别重大坍塌事故中的失职失责问题，代钦受到党内严重警告处分。